# Camptotheca acuminata
Camptotheca acuminata es un árbol perteneciente a la familia de las cornáceas, caducifolio, de tamaño medio que alcanza los 20 m de altura. Es nativo de China central y del Tíbet. Es utilizado como planta medicinal en el tratamiento del cáncer.

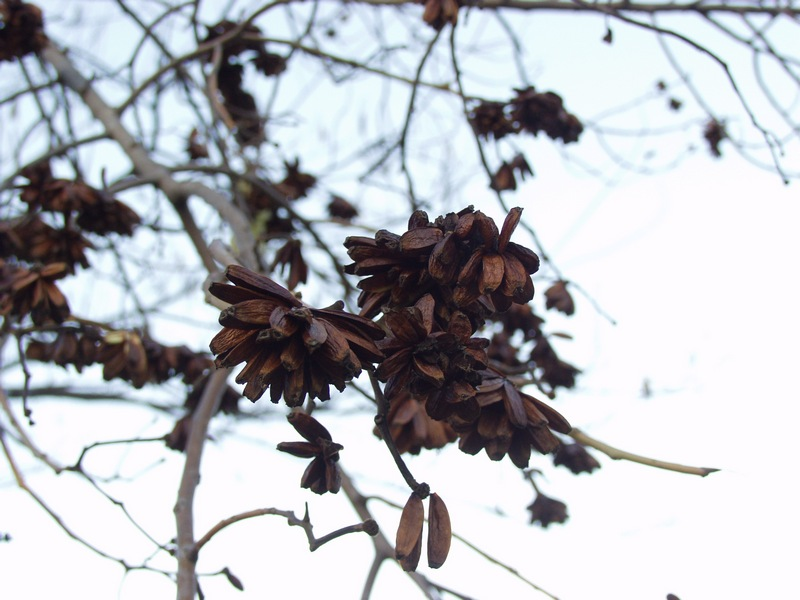
Frutos

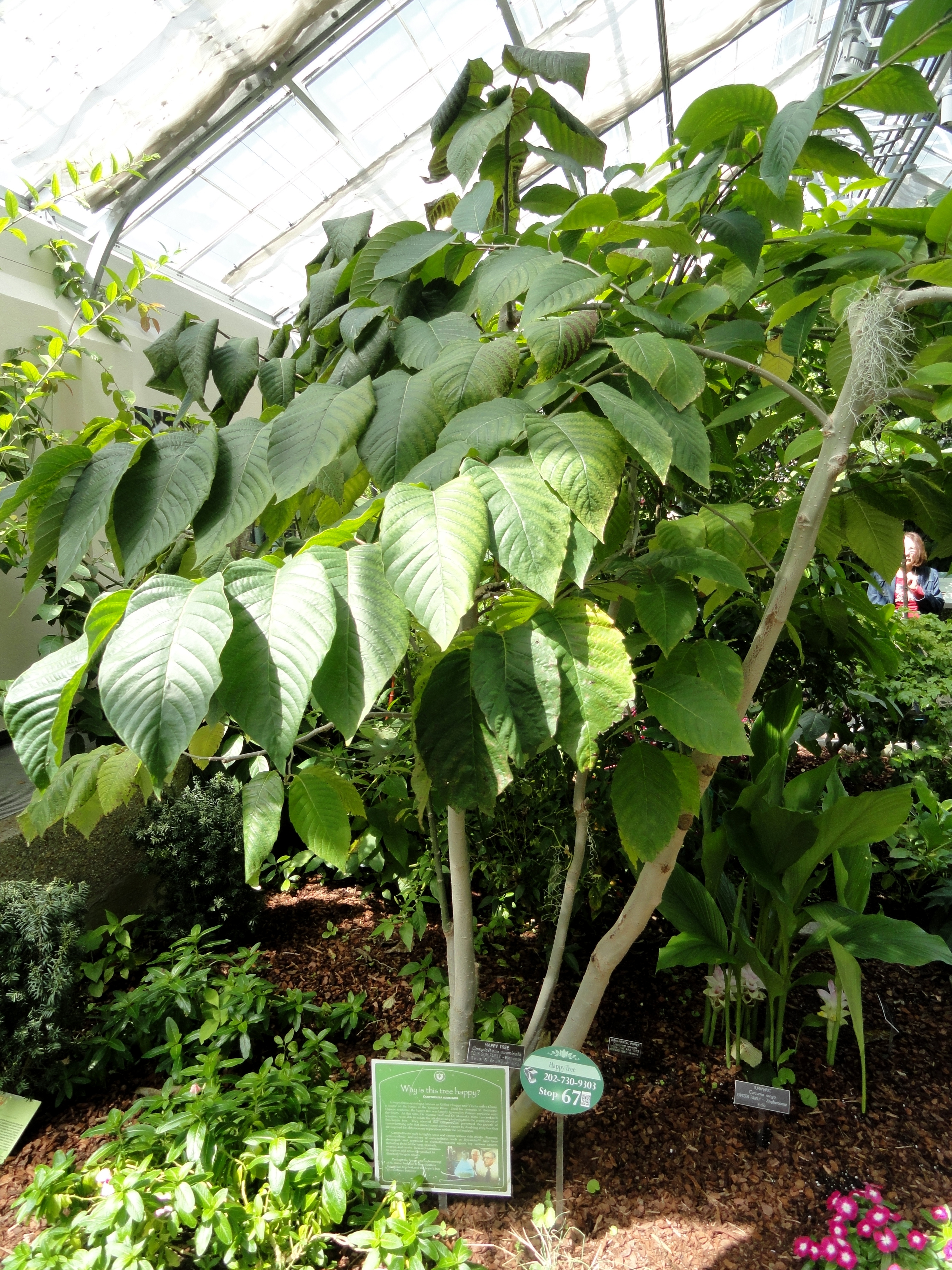
Vista de la planta

## Descripción
Son árboles de hoja caduca, que alcanzan un tamaño de 20 m de altura,  la corteza, gris, profundamente surcada, las ramitas jóvenes violáceas, vellosas, las viejas glabras. Pecíolo 1.5-3 cm, hoja abaxialmente verdoso y lúcido, oblongo-aovadas, oblongo-elípticas, o orbicular, 12-28 × 6-12 cm, como de papel, ligeramente pubescentes, base redondeada, margen entero, ápice agudo. Inflorescencias terminales o axilares, a menudo con 2-9 flores, de 1.5-2 en diámetro;. Brácteas 3, triangulares, 2.5-3 mm, ambas superficies pubescentes. Cáliz en forma de copa, superficialmente con 5 lóbulos. Pétalos 5, verde claro, de 2 mm.  Frutas con finas alas, gris-marrón, 2.5-3.5 cm × 5-7 mm, lisas y lúcidas cuando se secan. Semilla 1; cotiledones lanceolados, 2-4 × de 1 cm. Tiene un número de cromosomas de n = 44 *.

## Distribución y hábitat
Se encuentra en los márgenes de los bosques, por los arroyos; por debajo de 1000 metros, en  Fujian, Guangdong, Guangxi, Guizhou, Hubei, Hunan, Jiangsu, Jiangxi, Sichuan, Yunnan, Zhejiang.

## Propiedades
Principios activos: se utilizan las cortezas de tronco, raíces y fruto que contienen respectivamente 0,01, 0,02 y 0,03% de camptotecina (alcaloide indolmonoterpénico).
Indicaciones: La actividad citostática y antitumoral de la campotecina llevó, en los años 70, a la realización de ensayos clínicos preliminares que fueron interrumpidos debido a la toxicidad observada. Posteriormente fueron reanudados a la búsqueda de análogos sintéticos de menor toxicidad. Recientemente (1996) se han comercializado dos productos: El irinotecan, indicado en tratamiento de dsegunda línea de cánceres colorrectales, y el topotecán, indicado en cánceres bronquiales y de ovario.

## Taxonomía
Camptotheca acuminata fue descrita por Joseph Decaisne  y publicado en Bulletin de la Société Botanique de France 20: 157. 1873.
Sinonimia
- Cephalanthus esquirolii H. Lév.
- Camptotheca yunnanensis Dode[5]